# کاروناگاپالی
کاروناگاپالی (به انگلیسی: Karunagappalli) یک منطقهٔ مسکونی در هند است که در بخش کولام واقع شده‌است. کاروناگاپالی ۴۵٬۳۳۶ نفر جمعیت دارد و ۱۴ متر بالاتر از سطح دریا واقع شده‌است.